# Катедра за германистику Филолошког факултета Универзитета у Београду
Катедра за германистику Филолошког факултета  Универзитета у Београду налази се на адреси Студентски трг 3, између зграде Ректората Универзитета у Београду и задужбине Илије М. Коларца.

## Историјат
Катедра за германистику настала је 1839. године, када је немачки језик уведен у наставне планове Лицеја. Ванредна катедра немачког језика, основана је 1852. године, а прерастањем Лицеја у Велику школу 1863. године немачки језик се учи у склопу Опште историје књижевности.

## Образовање
Катедра за германистику спада у оквиру студијског програма Језик, књижевност, култура (ЈКК). У склопу овог студијског програма студенти могу да бирају једну од три подгрупа.
- Група за немачки језик и књижевност
- Група за скандинавске језике и књижевности
- Група за холандски језик и књижевност

### Група за немачки језик и књижевност
На Универзитету у Београду немачки језик предаје се од 1904/1905. године, а пре тога, на његовој претечи – Великој школи.
Указом Краља Србије Петра I од 31-ог октобра 1906. године на предлог Министра просвете и црквених послова за привременог доцента под уговором у филозофском факултету постављен је г. Милан Ћурчин, доктор филозофије.
На предлог Министра просвете и црквених послова 18-ог марта постављен је за сталног доцента у Универзитету у филозофском факултету за Немачки језик и Књижевност др. Милан Ћурчин-привремени доцент.
Основне студије Немачког језика, књижевности и културе на Катедри за германистику Филолошког факултета у Београду трају 4 године, а после њих усавршавање у струци можете наставити на мастер студијама у трајању од једне године, и на докторским студијама у трајању од три године.
Поред домаћих предавача, који подједнако добро говоре и немачки и српски језик, практичну наставу из Савременог немачког језика држе и страни лектори из Немачке и Аустрије. Уз професоре који су стално запослени на Катедри за германистику, по правилу има и гостујућих професора из суседних земаља и из земаља немачког говорног подручја.
Катедра такође нуди студентима различите ваннаставне активности, као што су Театар секција и уредништво часописа студената германистике.
|                   | Језички предмети                                                                                | Књижевни предмети                                                                 | Културолошки предмети     | Изборни предмети |
| ----------------- | ----------------------------------------------------------------------------------------------- | --------------------------------------------------------------------------------- | ------------------------- | --- |
| 1. година студија | Немачки језик (морфологија) Савремени немачки језик                                             | Немачка књижевност Преглед немачке књижевности од почетака до Првог светског рата | Увод у германистику       | Три предмета по властитом избору (могућност избора другог страног језика)                                                            |
| 2. година студија | Немачки језик (синтакса) Савремени немачки језик                                                | Немачка књижевност Германистичка медиевалистика Немачки писци 17. и 18. века      | X                         | Три предмета по властитом избору (могућност избора другог страног језика)                                                            |
| 3. година студија | Немачки језик (лексикологија и лексикографија) Савремени немачки језик Историја немачког језика | Немачка књижевност                                                                | X                         | Два предмета по властитом избору (могућност избора Превођења за германисте, Методике наставе немачког језика, трећег страног језика) |
| 4. година студија | Немачки језик (прагматика) Савремени немачки језик                                              | Немачка књижевност                                                                | Немачка културна историја | Два предмета по властитом избору (могућност избора Превођења за германисте, Методике наставе немачког језика, трећег страног језика) |

### Група за скандинавске језике и књижевности
Група за скандинавске језике и књижевности основана је 1988. године, и тада је уписана прва генерација студената на четворогодишње додипломске студије норвешког и шведског језика и књижевности. Након годину дана касније уписана је и прва генерација на дански језик и књижевност, али је настава практичног данског језика из објективних разлога морала да буде прекинута 1995. године, а обновљена је од школске 2007-08. године.
У току студија студенти овладавају данским/норвешким/шведским језиком и њиховим структурама и стичу знања о књижевном и културном стваралаштву које одликује скандинавске земље у модерном добу и кроз њихову историју. Уз вештине и знања из свог главног скандинавског језика, студенти такође стичу и пасивна знања из друга два континентална скандинавска језика.
На студијама се стичу и преводилачке вештине, и вештине интеркултурне комуникације и интеркултурног посредовања. Поред домаћих предавача, који говоре и српски и одговарајући скандинавски језик, практичну наставу из данског/норвешког/шведског језика држе и страни лектори из Данске, Норвешке и Шведске. Често се организују и разне посете гостујућих предавача из Скандинавије.
|                   | Језички предмети | Књижевни предмети                                                   | Културолошки предмети                       | Изборни предмети                                                          |
| ----------------- | --- | ------------------------------------------------------------------- | ------------------------------------------- | ------------------------------------------------------------------------- |
| 1. година студија | Скандинавски језици (фонетика, фонологија) Савремени скандинавски језици (дански/норвешки/ шведски)                                      | Скандинавска књижевност                                             | Скандинавска култура Увод у скандинавистику | Два предмета по властитом избору                                          |
| 2. година студија | Скандинавски језици (морфологија, творба речи) Савремени скандинавски језици (д/н/ш)                                                     | Скандинавска књижевност                                             | Скандинавска култура                        | Два предмета по властитом избору                                          |
| 3. година студија | Скандинавски језици (лексикологија, семантика) Савремени скандинавски језици (д/н/ш) Студије скандинавистике – специјални курс 1 и 2     | Скандинавска књижевност                                             | Скандинавска култура                        | Три предмета по властитом избору (могућност избора другог страног језика) |
| 4. година студија | Скандинавски језици (историја језика, транслатологија) Савремени скандинавски језици (д/н/ш) Студије скандинавистике – специјални курс 3 | Скандинавска књижевност Студије скандинавистике – специјални курс 4 | Скандинавска култура                        | Три предмета по властитом избору (могућност избора другог страног језика) |

### Група за холандски језик и књижевност
На иницијативу Јелице Новаковић-Лопушине, тадашњег лектора при Катедри за германистику, а уз подршку Савезног завода за научну, културну и техничку сарадњу, Филолошки факултет у Београду покренуо је октобра 1987. наставу из холандског језика као изборног предмета. Тиме је означен почетак рада Лектората за холандски језик, првог у бившој Југославији.
Студијски профил Холандски језик, књижевност, култура припрема студенте за ефективну комуникацију на холандском језику у различитим контекстима и ситуацијама. Током студијског програма који траје 4 године посебна пажња усмерава на развој језичке, интеркултуралне и преводилачке компетенције. Студенти се такође подстичу на критичко и креативно размишљање које ће им бити неопходно у даљем пословном или академском развоју. 
Основни циљ разноврсних наставних активности јесте и стицање и унапређивање вештина које се могу применити у различитим струкама попут социјалних, организационих, истраживачких и многих других.
|                   | Језички предмети                                                                     | Књижевни предмети                                                   | Културолошки предмети                   | Изборни предмети                                                                    |
| ----------------- | ------------------------------------------------------------------------------------ | ------------------------------------------------------------------- | --------------------------------------- | ----------------------------------------------------------------------------------- |
| 1. година студија | Низоземски језик (фонетика) Савремени низоземски језик                               | Увод у холандску и фламанску књижевност                             | Увод у холандску и фламанску културу    | Три до четири предмета по властитом избору (могућност избора другог страног језика) |
| 2. година студија | Низоземски језик (врсте речи) Савремени низоземски језик                             | Холандска и фламанска књижевност (од 12. до 19. века)               | Културна историја Холандије и Фландрије | Три до четири предмета по властитом избору (могућност избора другог страног језика) |
| 3. година студија | Низоземски језик (синтакса) Савремени низоземски језик Превођење за недерландисте    | Холандска и фламанска књижевност (19. век и прва половина 20. века) | Културна историја Холандије и Фландрије | Два до три предмета по властитом избору (могућност избора трећег страног језика)    |
| 4. година студија | Низоземски језик (творба речи) Савремени низоземски језик Превођење за недерландисте | Холандска и фламанска књижевност (послератна књижевност)            | Низоземље и свет                        | Два до три предмета по властитом избору (могућност избора трећег страног језика)    |